# Himertosoma recalcitrans
Himertosoma recalcitrans là một loài tò vò trong họ Ichneumonidae.